# Neutralité axiologique
La neutralité axiologique est une traduction d'une notion du sociologue Max Weber figurant dans Le Savant et le politique qui exprime l'idée que le savant doit être conscient des valeurs qui le guident et ne pas les imposer indûment à son audience. Le terme allemand utilisé par Max Weber, Wertfreiheit, a d'abord été traduit en anglais par le sociologue Talcott Parsons (axiological neutrality) avant d'être traduit en français par le sociologue Julien Freund à partir de l'anglais. Cette traduction est contestée par la sociologue et germaniste Isabelle Kalinowski qui propose de traduire par « non-imposition des valeurs ».

## La science comme profession et vocation: jugement de valeur et rapport aux valeurs

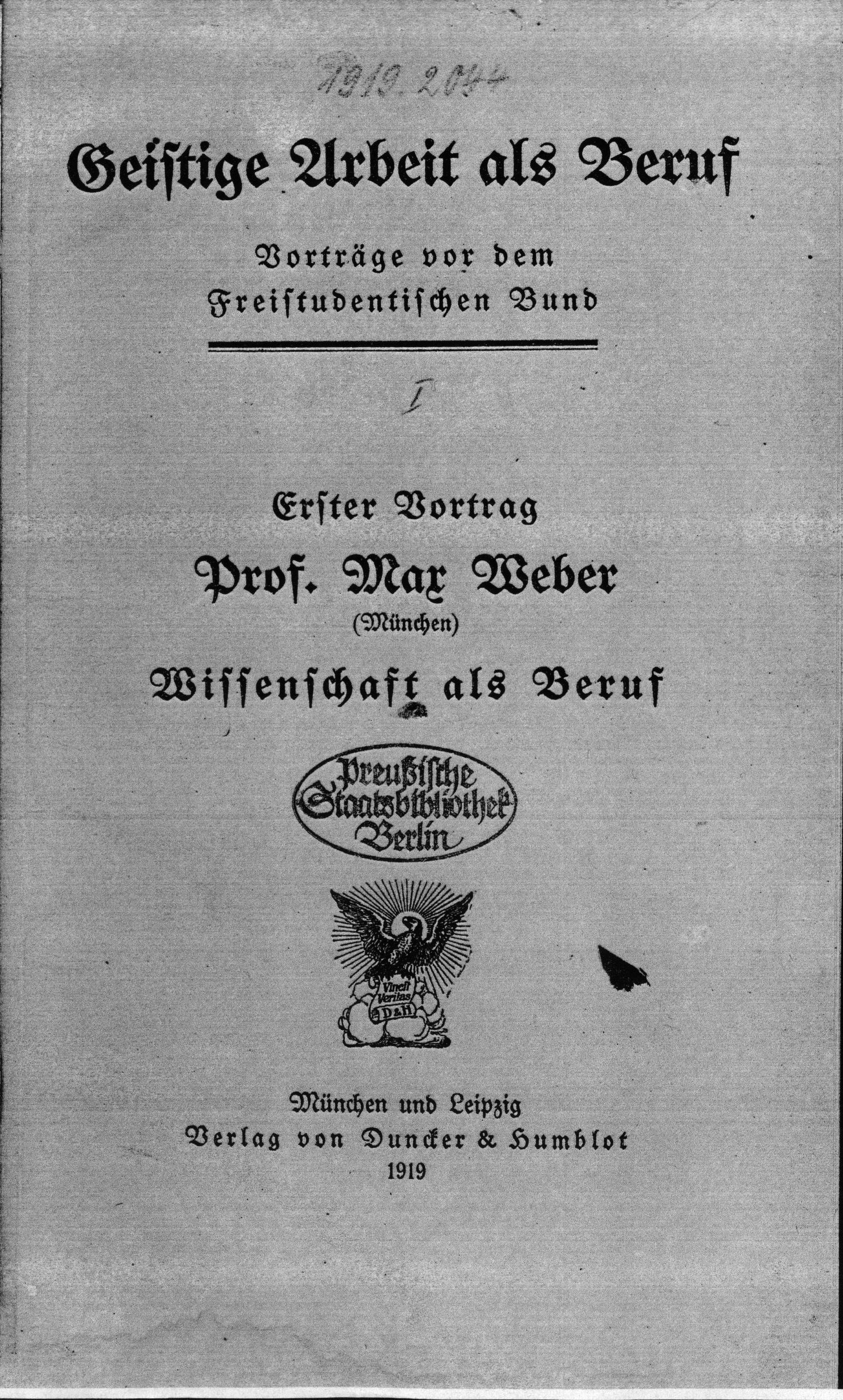
Max Weber - Wissenschaft als Beruf 1919

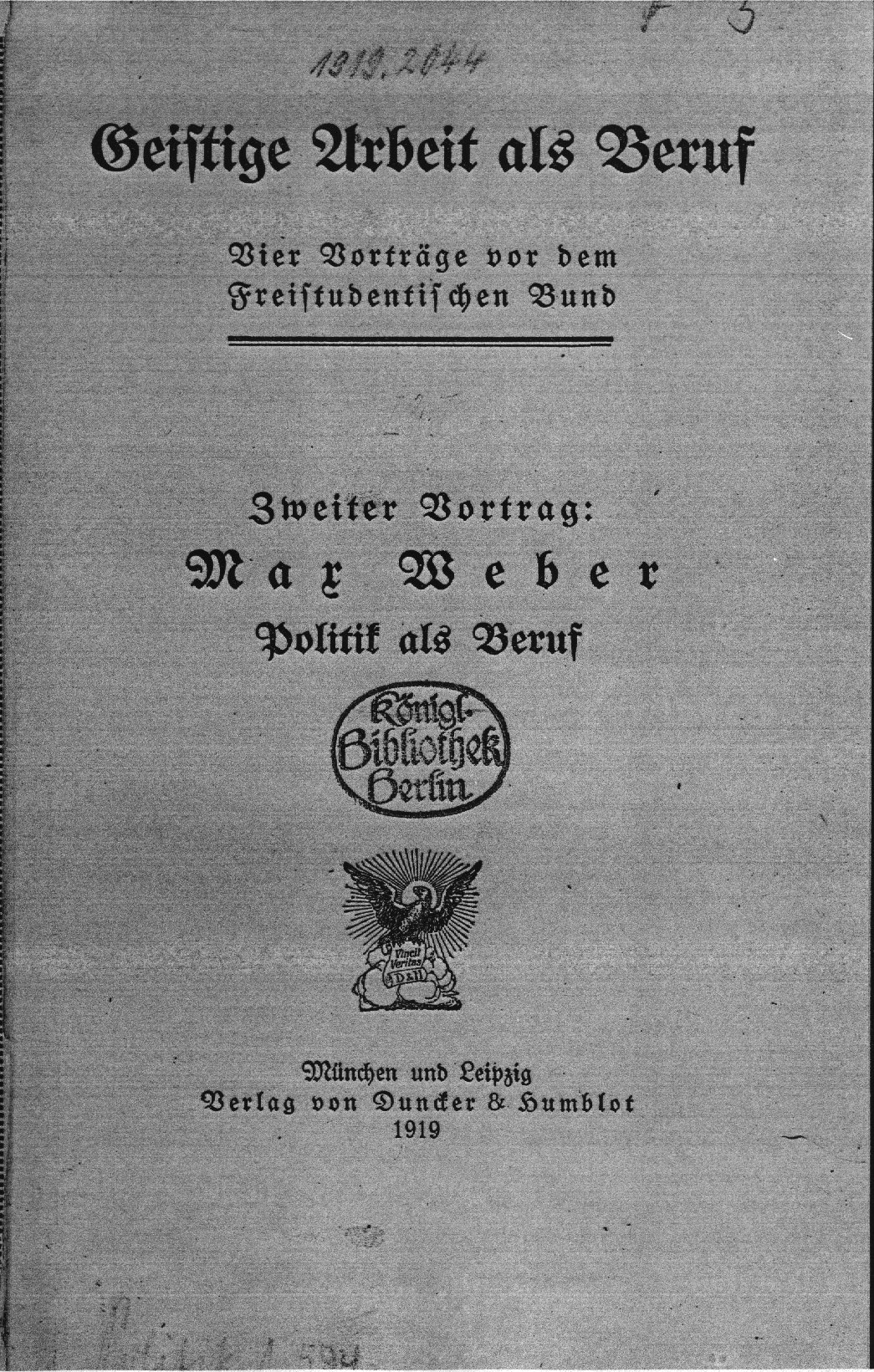
Max Weber - Politik als Beruf 1919

En 1917, Max Weber prononce une conférence sur le métier et la profession de savant, à savoir La science comme profession et vocation (« Wissenschaft als Beruf »), connu pour figurer dans Le Savant et le Politique au côté d'un autre texte issu d'une conférence prononcée en 1919, à savoir La politique comme profession et vocation (« Politik als Beruf »),,.
Max Weber distingue Wertfreiheit, qui signifie absence de jugement de valeur, et Wertbeziehung, qui signifie rapport aux valeurs,. Autrement dit, pour Max Weber, il s'agit de différencier le « jugement de valeur » (appréciation qui introduit de l'irrationalité dans la pratique scientifique) et le « rapport aux valeurs » (toute activité, à commencer par la pratique scientifique, entretient des rapports à des valeurs).
Pour Max Weber, il existe un « rapport aux valeurs » qui motive la recherche, et évoque à ce propos un exemple : un anarchiste comme professeur de droit peut déceler des problèmes relatifs à l’État que d’autres chercheurs n’auraient pas remarqué : « situé en dehors des conventions et présuppositions qui paraissent si évidentes à nous autres, peut lui donner l’occasion de découvrir dans les intuitions fondamentales de la théorie courante du droit une problématique qui échappe à tous ceux pour lesquels elles sont par trop évidentes »,.
Les sociologues Alain Caillé et Philippe Chanial, défendent l'idée que « le principe de neutralité axiologique n’est pas axiologiquement neutre » : « c’est parce que les valeurs importent – elles sont au cœur de l’activité scientifique comme du questionnement de chacun sur le sens de sa vie –, c’est au nom des valeurs elles-mêmes qu’il faut dénier à la science tout droit à produire – et à imposer – de quelconques évaluations pratiques » :

« Weber est souvent présenté comme le champion de la neutralité axiologique (Wertfreiheit), autrement dit de l’idée que la science doit s’affranchir de tout jugement de valeur et s’en tenir aux seuls faits. [...] Or, pour Weber, cette fameuse neutralité axiologique ne saurait se réduire à un argument trivialement positiviste et purement négatif, presque policier, comme si, pour franchir le portail de la science, il suffisait de vider ses poches de ses valeurs et visions du monde. Il ne cesse au contraire de souligner combien l’accès à ce qui est ne peut s’opérer qu’au travers d’un « rapport aux valeurs » (Wertbeziehung) qui, inévitablement, privilégie une perspective particulière. Ce qui est digne de connaissance, digne d’enquête pour le chercheur, c’est d’abord ce qui lui importe, ce qui fait sens et présente une certaine « valeur » à ses yeux. Face à l’enchevêtrement inextricable des faits, face à « la multitude infinie d’éléments singuliers », explique Weber, « ne met de l’ordre dans ce chaos que le seul fait que, dans chaque cas, une portion seulement de la réalité singulière prend de l’intérêt et de la signification à nos yeux, parce que seule cette portion est en rapport avec les idées de valeurs culturelles avec lesquelles nous abordons la réalité concrète » [ETS, p. 157]. L’intérêt scientifique se fonde donc non sur une posture désengagée, mais au contraire « sur le fait que nous sommes des êtres civilisés, doués de la faculté et de la volonté de prendre consciemment position face au monde et de lui attribuer un sens » [ETS, p. 160]. Or, cette faculté ne saurait être le monopole du savant. [...] En ce sens, le principe de neutralité axiologique n’est pas axiologiquement neutre. Plus encore, c’est parce que les valeurs importent – elles sont au cœur de l’activité scientifique comme du questionnement de chacun sur le sens de sa vie –, c’est au nom des valeurs elles-mêmes qu’il faut dénier à la science tout droit à produire – et à imposer – de quelconques évaluations pratiques »

## Traductions de la notion deWertfreiheit: neutralité axiologique et non-imposition des valeurs

### Wertfreiheit,axiological neutrality, neutralité axiologique
Le terme Wertfreiheit a d'abord été traduit, en 1949, en anglais, par Talcott Parsons, par « axiological neutrality », puis, traduit en français en 1959 par Julien Freund, à partir de l'anglais (sous l’égide de Raymond Aron) : en France, c'est donc d'abord la traduction de Julien Freund, à savoir « neutralité axiologique » qui s'est imposé (axiologique ici renvoie à axios en grec, qui signifie valeurs),,,.

### Wertfreiheitet non-imposition des valeurs
Dans une réédition des essais de Max Weber sur la vocation de savant, Isabelle Kalinowski, germaniste et sociologue, approfondit la question de la « Wertfreiheit » qu'elle considère traduite de manière inadéquate par « neutralité axiologique ». Elle éclaire d'abord le malentendu voulant que Weber ait prôné une absence totale d'engagement de la part des chercheurs. En réalité, Weber lui-même a oscillé toute sa vie entre la politique et la science, s'impliquant activement dans les deux domaines par ses publications politiques, ses contributions journalistiques, son rôle dans la création du parti démocratique allemand (DDP) et son influence sur la constitution de la République de Weimar,. Selon Isabelle Kalinowski, la notion de « neutralité axiologique », loin d'être fidèle à Weber, est le résultat d'une traduction problématique de « Wertfreiheit », utilisée comme un outil pour écarter les engagements politiques jugés trop radicaux, notamment pour discréditer les marxistes. Cette interprétation abusive s'écarte de l'intention originelle de Weber, qui visait à critiquer les enseignements teintés d'un conservatisme ou d'un nationalisme exacerbé. Selon Isabelle Kalinowski, il ne s'agit pas de voir la « Wertfreiheit » comme un débat entre neutralité et engagement, mais plutôt comme la distinction entre propagande et ce qu'elle traduit par « non-imposition des valeurs ». Le cœur de la question réside donc dans l'usage déloyal des valeurs par ceux qui, profitant de leur autorité académique, les présentent de manière biaisée,. Selon Isabelle Kalinowski, Max Weber dit simplement que le savant doit être conscient des valeurs qui le guident (car impossible de rompre avec elles) et ne pas imposer indûment ses valeurs à son public (refus de la propagande).

### Usages de la notion
Dans Le danger sociologique, Gérald Bronner mobilise le concept de Wertfreiheit en le traduisant par neutralité axiologique. Ce livre a suscité des critiques diverses dans le monde académique,,.